# Giorgio Merighi
Giorgio Merighi (Ferrara, 20 febbraio 1939 – Jesi, 12 gennaio 2020) è stato un tenore italiano.

## Biografia
Dopo gli studi presso il Conservatorio Gioachino Rossini di Pesaro, ha debuttato nel 1962 come Riccardo in Un ballo in maschera di Giuseppe Verdi con Renato Bruson allo Spoleto Festival.
A Bilbao nel 1964 canta in Macbeth (opera) con Bonaldo Giaiotti ed Enzo Dara e ne La Gioconda con Adriana Lazzarini.
Al Teatro alla Scala di Milano nel 1964 è L'Ufficiale nella prima di Cardillac di Paul Hindemith diretto da Nino Sanzogno con Wladimiro Ganzarolli e Giacomo Aragall e Malcolm in Macbeth (opera) diretto da Hermann Scherchen con Giangiacomo Guelfi, Ivo Vinco, Leyla Gencer e Bruno Prevedi, nel 1966 B. F. Pinkerton in Madama Butterfly con Virginia Zeani ed Eumolpo nella prima di Perséphone di Igor Stravinsky con Annie Girardot e nel 1967 Rodolfo ne La bohème con Rolando Panerai ed Il Principe Andrej Chovanskij nella prima di Chovanščina diretto da Gianandrea Gavazzeni con Nicolai Ghiaurov e Clara Petrella.
Nel 1967 è Cavaradossi in Tosca (opera) diretto da Bruno Bartoletti con Marcella Pobbe e Giuseppe Taddei alle Terme di Caracalla per il Teatro dell'Opera di Roma, B.F. Pinkerton in Madama Butterfly con Mario Sereni debuttando al Wiener Staatsoper ed Il duca di Mantova in Rigoletto diretto da Lamberto Gardelli con Matteo Manuguerra, Nicola Zaccaria e Mady Mesplé al Grand Théâtre di Ginevra.
Ancora alla Scala nel 1968 è Giglio nella prima di I Capricci di Callot di Gian Francesco Malipiero con Fedora Barbieri, Dino Dondi e Mirto Picchi. Allo Sferisterio di Macerata nel 1968 è Cavaradossi in Tosca con la Pobbe e Tito Gobbi. Al Teatro Comunale di Firenze nel 1968 è Roberto in Roberto il diavolo con Renata Scotto e Boris Christoff di cui esiste una registrazione.
Nel 1969 è Il Cavaliere Renato Des Grieux in Manon Lescaut al Teatro Verdi (Trieste) e Don Alvaro ne La forza del destino con Rita Orlandi Malaspina e Piero Cappuccilli allo Sferisterio.
Successivamente ha cantato nei principali teatri lirici d'Europa, tra cui il Deutsche Oper Berlin.
Nel 1970 ha fatto il suo debutto americano come Luigi ne Il tabarro di Giacomo Puccini alla Dallas Opera. È anche apparso alla Lyric Opera di Chicago sempre nel 1970 come Alfredo Germont ne La traviata con Maurizio Arena (direttore d'orchestra). Ancora alla Scala nel 1970 è Il duca di Mantova in Rigoletto, a Ginevra è Riccardo in Un ballo in maschera diretto da Nello Santi e L'angelo ne La visita meravigliosa di Nino Rota diretto da Fernando Previtali con Nicola Rossi-Lemeni e Jolanda Gardino al Teatro Massimo Vittorio Emanuele di Palermo.
Nel 1971 è L'angelo ne La visita meravigliosa di Rota al Teatro La Fenice di Venezia e Manrico ne Il trovatore allo Sferisterio con Cornell MacNeil ed a Vienna.
Nel 1972 è Il duca di Mantova diretto da Carlo Franci con Ileana Cotrubaș a Vienna, Faust in Mefistofele (opera) con Cesare Siepi, Magda Olivero e Luciana Palombi allo Sferisterio e Riccardo in Un ballo in maschera con Viorica Cortez alla Scala.
Nel 1973 è Tebaldo ne I Capuleti e i Montecchi diretto da Piero Bellugi con Katia Ricciarelli e Veriano Luchetti a Venezia.
Nel 1974 è il protagonista di Andrea Chénier (opera) a Trieste e Mario Cavaradossi in Tosca all'Arena di Verona. Nello stesso anno debutta al San Francisco Opera con B.F. Pinkerton in Madama Butterfly diretto da Kurt Herbert Adler con la Scotto e poi è il Cavaliere des Grieux in Manon Lescaut con Leontyne Price e Renato Capecchi e nel 1975 è Gabriele Adorno in Simon Boccanegra con Ingvar Wixell, Martti Talvela e Kiri Te Kanawa.
Nel 1975 è Mario Cavaradossi in Tosca con Silvano Carroli al Teatro Donizetti di Bergamo.
Nel 1976 è Luigi ne Il tabarro debuttando al Royal Opera House, Covent Garden di Londra e Riccardo in Un ballo in maschera diretto da Giuseppe Patanè con Leonie Rysanek, Fiorenza Cossotto e Reri Grist a Vienna.
Nel 1977 è Giuliano in Louise (opera) con Adriana Maliponte a Trieste e debutta come Manrico ne Il trovatore con Martina Arroyo al Metropolitan Opera House di New York.
Nel 1978 è Mario Cavaradossi in Tosca a Vienna con Birgit Nilsson ed al Teatro dell'Opera.
Nel 1979 è Ernani diretto da Francesco Molinari Pradelli con Mara Zampieri e Cappuccilli a Trieste e Radames in Aida diretto da James Conlon con Paul Plishka al Metropolitan.
Nel 1980 è Turiddu in Cavalleria rusticana (opera) a Vienna.
Nel 1981 è Don Alvaro ne La forza del destino con Anna Tomowa-Sintow a Vienna e Turiddu in Cavalleria rusticana allo Sferisterio.
All'Opéra national de Paris nel 1982 è Luigi ne Il tabarro e nel 1983 F.B. Pinkerton in Madama Butterfly.
Nel 1984 è Pollione in Norma (opera) a Ginevra.
Nel 1986 è Gabriele Adorno in Simon Boccanegra con Bruson, Robert Lloyd e la Te Kanawa a Londra ed a Vienna dove interpreta anche Enzo Grimaldo ne La Gioconda con Éva Marton e Bruna Baglioni che canta anche a Firenze con Ghena Dimitrova.
Nel 1988 è Il principe ignoto (Calaf) in Turandot con Roberto Scandiuzzi a Venezia.
Nel 1989 è Luigi ne Il tabarro diretto da James Levine con Teresa Stratas e Juan Pons al Met e Radames in Aida diretto da Giuseppe Sinopoli con Leona Mitchell e Stefania Toczyska a Vienna.
Nel 1990 è di nuovo Manrico allo Sferisterio di Macerata con Maria Dragoni.
Dal 1992 al 1994 è stato il Direttore Artistico del Teatro Giovanni Battista Pergolesi di Jesi.
Nuovamente all'Arena di Verona nel 1996 è Ismaele in Nabucco con Bruson, Maria Guleghina e Paata Burchuladze e nel 1997 Macduff in Macbeth (opera) con Carlo Colombara e Silvio Tullio Falzoni.
Termina le sue partecipazioni al Met nel 1998 come Radames in Aida diretto da Plácido Domingo.
È morto il 12 gennaio 2020 a 80 anni a Jesi dopo una lunga malattia.

## Discografia parziale
- Mercadante: Il reggente - Giorgio Merighi/Maria Chiara/Elena Zilio/Dino Formichini/Bruno Martinotti/Coro del Maggio Musicale Fiorentino, 1970 (registrazione dal vivo al Teatro dei Rinnovati di Siena) Myto
- Meyerbeer: Roberto il diavolo - Giorgio Merighi/Boris Christoff/Renata Scotto/Giovanni Antonini/Gianfranco Manganotti/Stefania Malagu/Ottavio Taddei/Graziano Del Vivo/M. Sansoni/Dino Formichini/Enzo Guagni/Maggio Musicale Fiorentino Orchestra e Chorus/Nino Sanzogno, 1968 Melodram/Opera d'Oro
- Verdi: Ernani - Francesco Molinari-Pradelli/Mara Zampieri/Giorgio Merighi/Agostino Ferrin/Piero Cappuccilli, 1979 Myto